# Nordra Karijelto
Nordra Karijelto est une île norvégienne du comté de Vestland appartenant administrativement à Fedje.

## Description
Rocheuse et couverte d’une légère végétation, à fleur d'eau, elle s'étend sur environ 52 m de longueur pour une largeur approximative de 50 m. 